# Biramitrapur
Biramitrapur (o Birmitrapur) è una suddivisione dell'India, classificata come municipality, di 29.434 abitanti, situata nel distretto di Sundergarh, nello stato federato dell'Orissa. In base al numero di abitanti la città rientra nella classe III (da 20.000 a 49.999 persone).

## Geografia fisica
La città è situata a 22° 23' 60 N e 84° 46' 0 E e ha un'altitudine di 242 m s.l.m..

## Società

### Evoluzione demografica
Al censimento del 2001 la popolazione di Biramitrapur assommava a 29.434 persone, delle quali 14.916 maschi e 14.518 femmine. I bambini di età inferiore o uguale ai sei anni assommavano a 3.856, dei quali 1.958 maschi e 1.898 femmine. Infine, coloro che erano in grado di saper almeno leggere e scrivere erano 18.509, dei quali 10.594 maschi e 7.915 femmine.